# Stenhagen
För Stenhagen i Helsingfors, se Stenhagen, Helsingfors stad.
Stenhagen är en stadsdel i Uppsala, som uppfördes främst under 1990-talets första hälft men fortsätter att byggas ut med nya bostäder i form av hyres- och bostadsrätter. Stenhagen ligger omkring fem kilometer från stadskärnan.
Det finns två skolor i Stenhagen: Östra Stenhagenskolan och Västra Stenhagenskolan. I Stenhagens kultur- och bildningscentrum finns ett bibliotek, en fritidsgård och en musikstudio. Det finns även butiker som exempelvis ICA Maxi, Rusta, Lindex, Systembolaget, Multimat och Willys. Restauranger inkluderar Burger King och Pong.
Det finns många möjligheter till sportaktiviteter i Stenhagen. Bland annat finns ett flertal fotbollsplaner, en med konstgräs (Stenhagens IP), en grusplan och ett flertal gräsplaner bakom Stenhagens IP. Det finns även två idrottshallar, den ena i Stenhagens kultur- och bildningscentrum och den andra intill Östra Stenhagenskolan. Det finns även en curlinghall.
Stenhagen byggdes ursprungligen med främst hyreshus och ett begränsat antal bostadsrättshus. Detta bidrog till att Stenhagen kom att få en relativt socialt utsatt befolkning. Därefter skedde under 2000-talet en tillbyggnad i Västra Stenhagen präglad av radhus och villor. Detta har lett till att Stenhagen som helhet har en socioekonomiskt mer väletablerad befolkning. Detta är dock främst relaterat till Västra Stenhagen, som är fysiskt avgränsat från övriga Stenhagen.
Stenhagen tillhörde Luthagens kommundel (numera del av Syd/västra distriktsnämnden) och innefattar delarna Stenhagen, Stenröset (Stenhagen två), Tallbacken samt den tidigare byn Herrhagen. Villorna i Herrhagen är till största del byggda under 1960-talet. Under flera år var Herrhagen ett litet avskilt villaområde som låg ensligt ute i skogen. Området hade enbart förbindelse med de större vägarna genom en liten grusväg; den är nu ersatt med vanliga gator och Herrhagen är en del av Stenhagen.

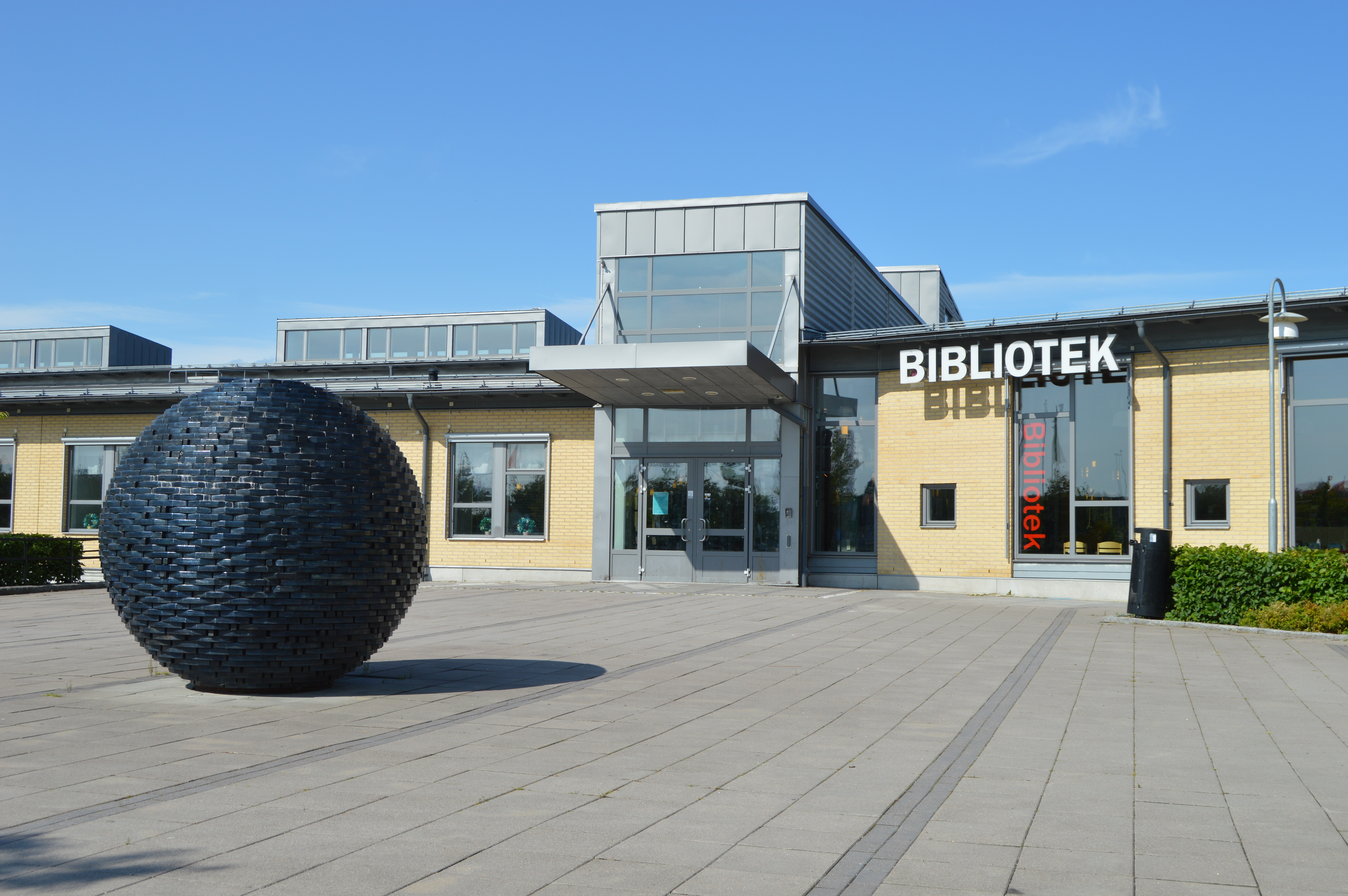
Stenhagenbiblioteket
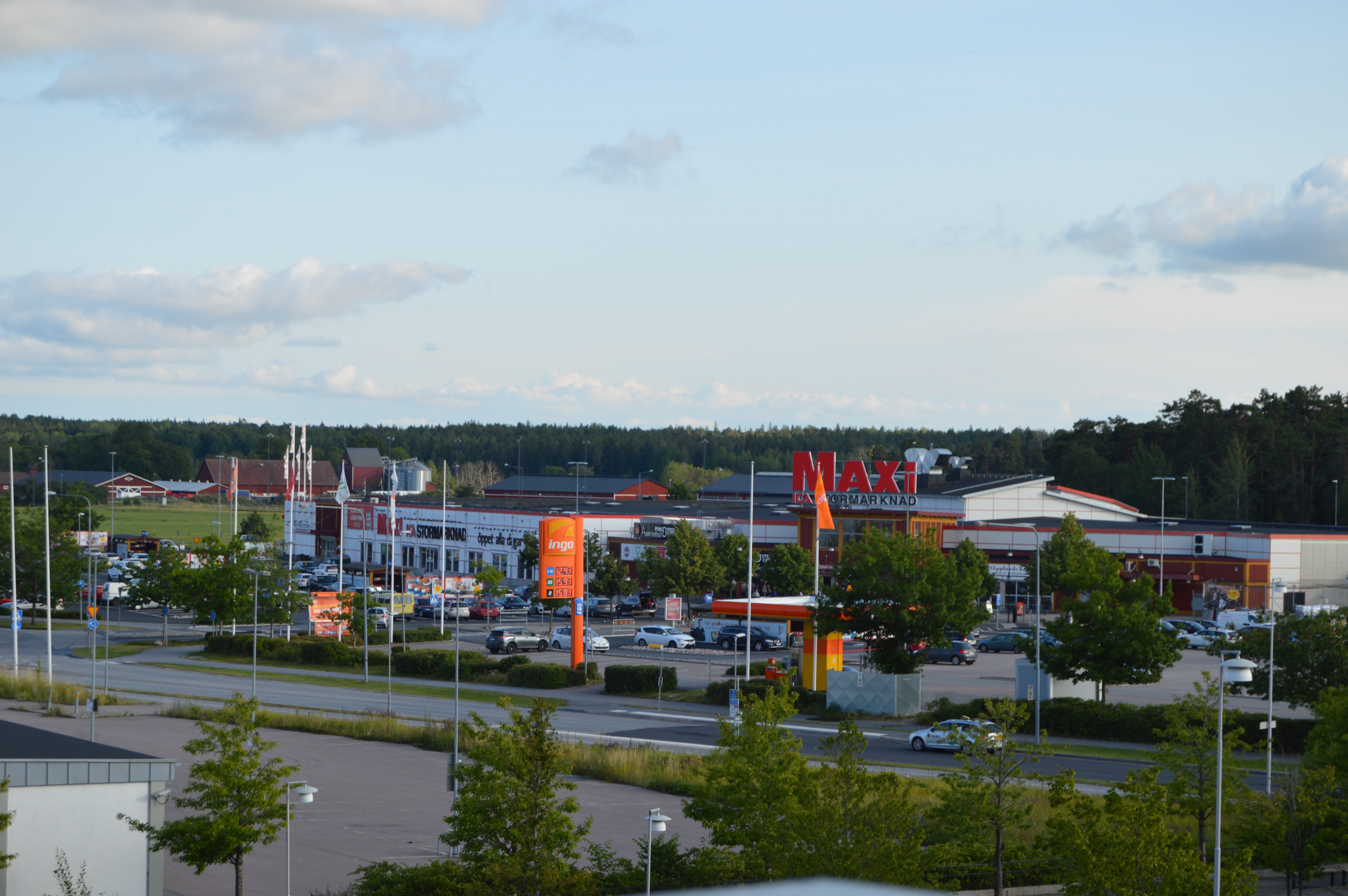
Ica Maxi vid Stenhagen
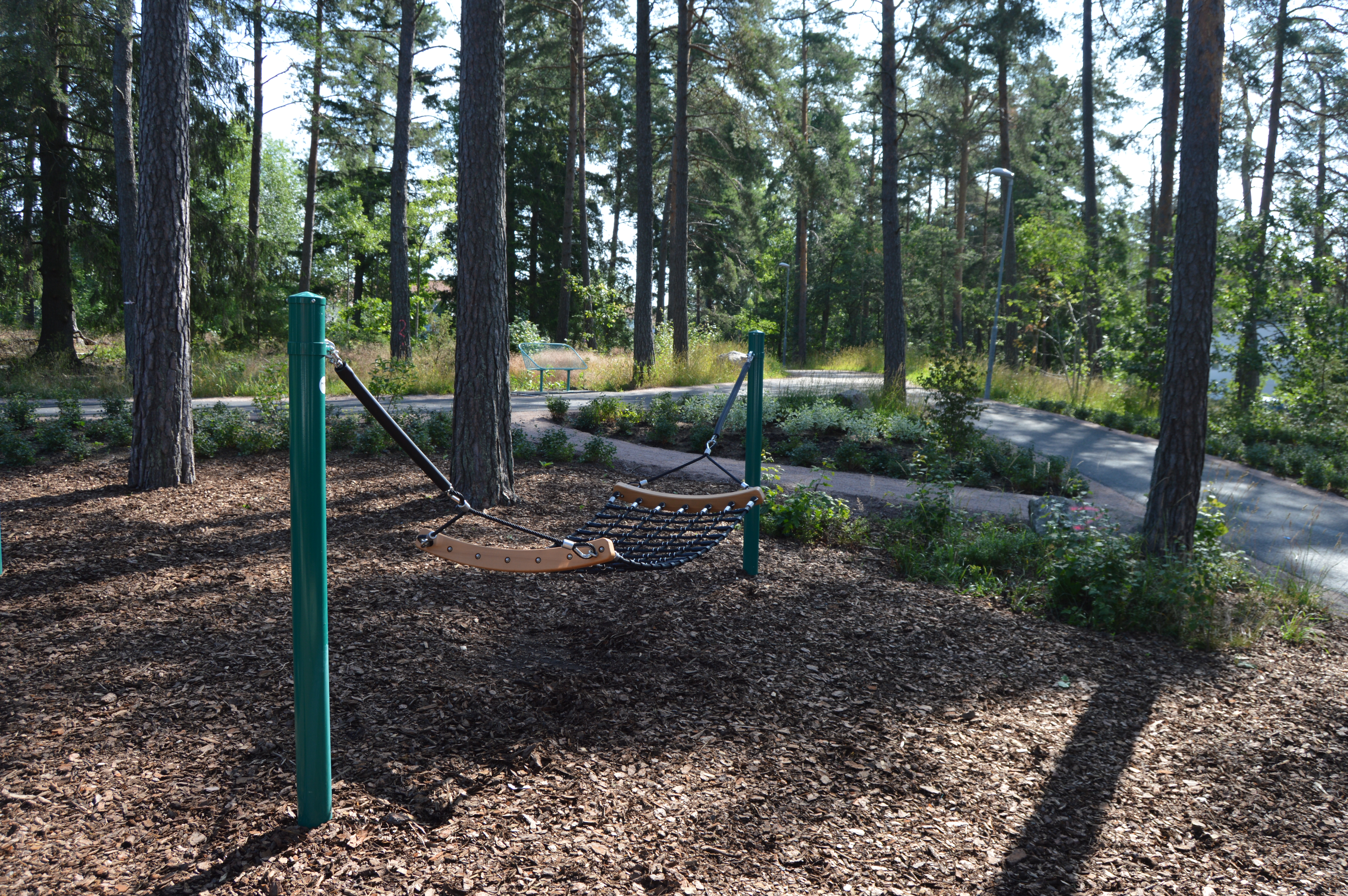
Park byggd i Stenhagen 2019